# Gemini X
Gemini X foi o oitavo voo tripulado do Programa Gemini da NASA. Realizada entre 18 de julho e 21 de julho de 1966, foi a primeira a realizar dois encontros em órbita com foguetes Agena e utilizar-se dos sistemas propulsores deste lançador de espaçonaves.

## Tripulação

### Principal
| Posição           | Astronauta      |
| ----------------- | --------------- |
| Piloto Comandante | John W. Young   |
| Piloto            | Michael Collins |

### Reserva
| Posição           | Astronauta              |
| ----------------- | ----------------------- |
| Piloto Comandante | Alan L. Bean            |
| Piloto            | Clifton C. Williams Jr. |

## Missão
As missões Gemini haviam provado que a radiação em grandes atitudes não era um problema nos voos espaciais. Após acoplar-se em órbita baixa com o foguete Agena lançado dias antes, a Gemini X usou os propulsores deste foguete para ser enviado a uma órbita 763 km mais alta, para um encontro orbital com o Agena da missão Gemini VIII, abandonado e estacionado a esta altitude.
Sem eletricidade a bordo deste foguete abandonado, o encontro foi feito manualmente, sem utilização de radar. Após o encontro, Michael Collins realizou a primeira caminhada espacial entre duas naves diferentes, para recolher um painel coletor de poeira cósmica instalado na lateral do foguete.
Além desta tarefa, a tripulação realizou mais dez experiências, três elas relativas à radiação no espaço e aos campos magnéticos na superfície da Terra, usando espectrômetros, magnetômetros que mediram as interferências da Anomalia do Atlântico Sul, além de tirarem centenas de fotografias da superfície terrestre. Os tripulantes também testaram novos sistemas de navegação manual através das estrelas.